# Mine de Pont-Péan

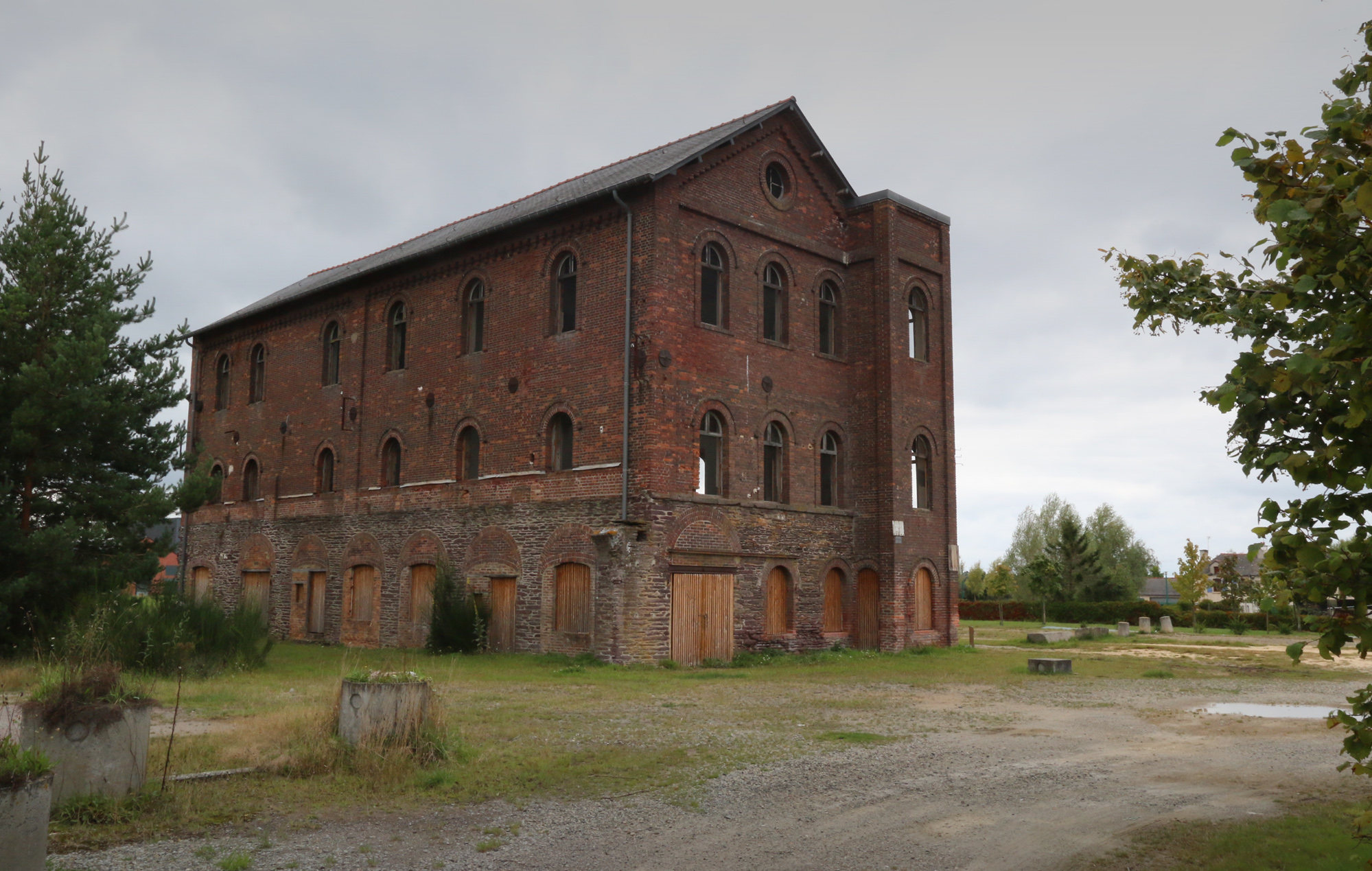
Bâtiment désaffecté, face sud.

La mine de Pont-Péan est une mine de plomb située dans la commune de Pont-Péan, en Bretagne. Elle est exploitée entre le XVIIIe siècle et le XXe siècle. Des vestiges subsistent au XXIe siècle.

## Géographie
L'extraction du minerai de plomb, la galène, a d'abord lieu en surface à partir de 1730, sous la direction de Thomas Harrington, seigneur de la Corderie. Commencée à l'extrémité nord de la zone métallifère, l'exploitation s'est ensuite étendue progressivement en direction du sud.
Les nombreux puits ouverts dans la région nord de la mine, jusqu'au puits du Chapelet, remontent à la période initiale des travaux, entre 1730 et 1740. Le puits de la Boulangère a été commencé vers 1780, le puits des Députés en 1789, le puits de l'Orme, à la même époque ou à une date un peu postérieure, le puits de la République en 1794. Le puits du Midi, ouvert en 1862, est le seul nouveau puits d'exploitation du XIXe siècle. Au total, 26 puits ont été creusés pour la reconnaissance ou l'exploitation du filon.

## Histoire

### Découverte
En 1628, Jean du Chastelet, baron de Beausoleil et d'Auffembach et son épouse Martine de Bertereau, prospecteurs de minerais pour Henri IV puis pour le surintendant des mines de louis XIII, découvrent à l'une des extrémités de la lande de Tellé « une bonne mine de plomb, contenant de l'argent, du vitriol, du soufre, du zinc, du mercure, de l'arsenic ». Cependant ce couple et leurs aides sont accusés de charlatanisme et expulsés par le prévôt de Morlaix, La Touche Grippé. Ayant eu l'audace de s'en plaindre, ils furent emprisonnés à vie.
Une concession d'exploitation est accordée en 1685 à Yves de Liscoët, seigneur de Coëtmen, et renouvelée en 1698. Mais ce dernier n'en fait rien. Il faut attendre un siècle pour que la concession soit accordée le 11 février 1730 à l'armateur malouin Noël Danycan de l'Epine, fondateur de la Compagnie des mines de Bretagne qui fera appel à la famille Paris pour financer les importants aménagements que l'exploitation nécessite.

### XVIIIesiècle
En 1754, l’intérêt de l'exploitation amène la participation de Joseph Paris Duverney qui finance de grands travaux. De juillet 1754 à novembre 1755, Pierre-Joseph Laurent détourne la Seiche pour l'éloigner de la mine. Les moyens hydrauliques de haute technicité qu'il met alors en œuvre servent de référence et d'illustration aux articles consacrés aux pompes et au plomb dans l'Encyclopédie de Diderot et d'Alembert, encyclopédie à laquelle contribue Jean-Baptiste Pâris de Meyzieu, fils de Claude Paris la Montagne et neveu de Duverney.
Jean-Baptiste Ogée décrit ainsi la mine de plomb de Pont-Péan :

« En 1730, on fit l'ouverture de la mine du Pont-Péan, située dans cette paroisse [de Bruz]. C'est une mine de plomb très abondante en matière. Le Roi , pour en favoriser l'exploitation, donna une déclaration, le 23 août 1735, qui portait que le plomb et la litharge provenant de cette mine, destinés pour le Royaume, ne paieraient d'entrée que deux sols par quintal, à leur arrivée au lieu de leur destination , et qu'en sortant des ports de France ils seraient exempts de tous droits de sortie. En 1760, il survint, entre les intéressés, un procès qui en arrêta quelque temps l'exploitation. »

La mine est abandonnée en 1794 ou 1796. Les motifs de cet abandon, approuvé par un arrêté ministériel de 1797, sont attribués :
- à la mauvaise situation financière ;
- à l'obligation de livrer le plomb aux arsenaux de la marine à un prix fixé par le gouvernement et payé en assignats ;
- à la nécessité d'établir de nouvelles machines d'assèchement ;
- à la crainte que les massifs de minerai reconnus ne se continuassent pas en profondeur[9].

À ces difficultés déjà nombreuses, il faut encore ajouter :
- l'émigration de l'un des "intéressés au capital de la société", Marnière de Guer ;
- la chouannerie qui contraint à faire garder la mine par la troupe[10].

### XIXesiècle
En 1829, la mine est concédée à la marquise Jeanne-Françoise-Chantal de Crécy de Bréhan, mais les travaux ne reprennent qu'en 1844, d'abord en surface, puis en profondeur à partir de 1852. À la fin du XIXe siècle, la mine de Pont-Péan devient le premier site extracteur de plomb argentifère du pays, fournissant à elle seule les quatre cinquièmes de la production nationale. Toutefois, dans les dernières années, le déclin est rapide. Il s'explique par des conditions d'exploitation défavorables (importants besoins énergétiques et graves problèmes d'inondation des galeries), conjuguées à une crise qui frappe l'industrie du plomb. Un mauvais état des finances et une machine d'assèchement devenue obsolète fragilisent l'exploitation qui est incapable de surmonter la forte venue d'eau du 2 avril 1904. Après avoir atteint près de 600 mètres de profondeur, la mine est noyée. Elle ferme brutalement, et un millier d'ouvriers sont licenciés.

### XXesiècle

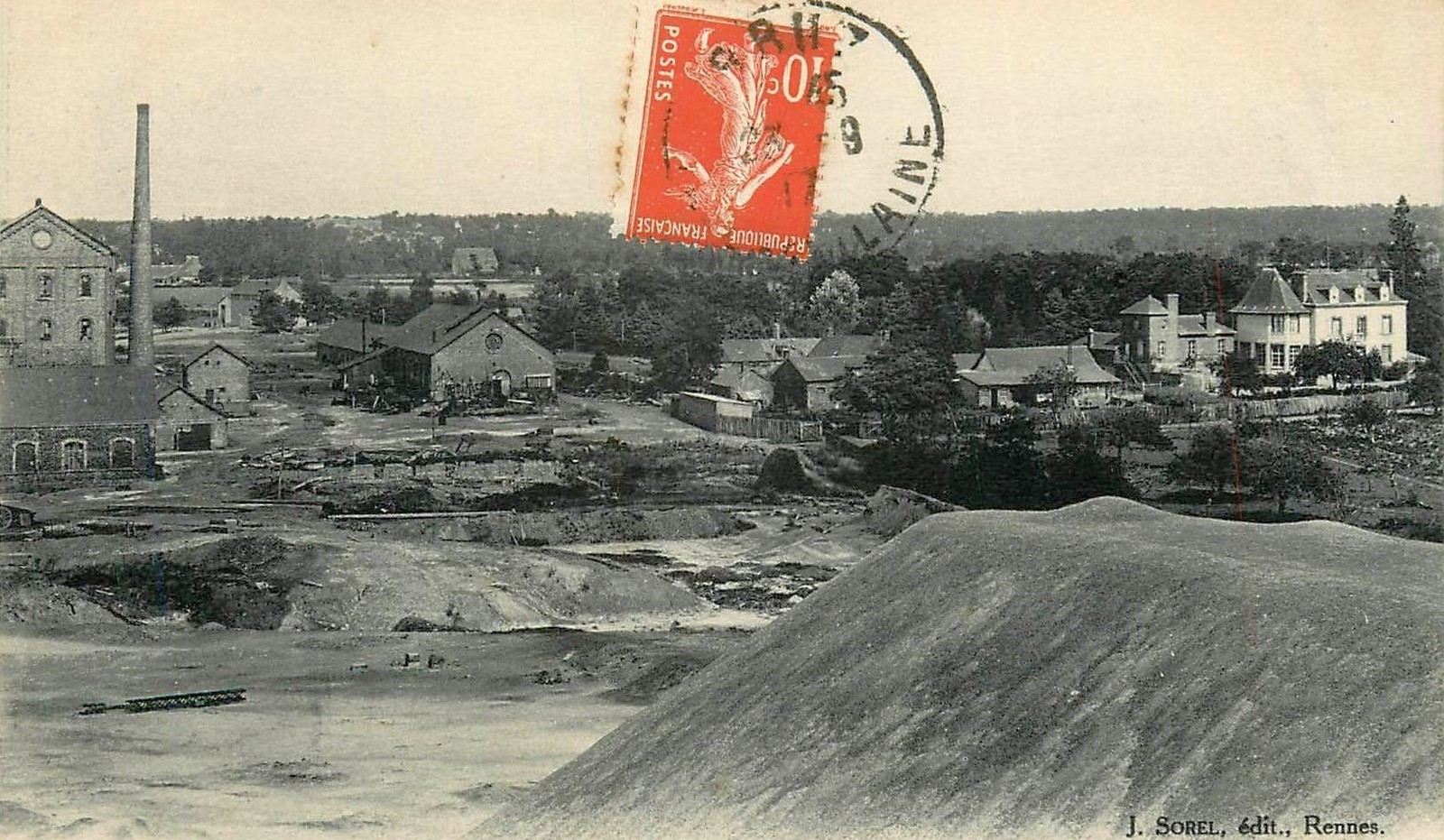
La mine de Pont-Péan au début du XXe siècle (carte postale).

Après la fermeture, le site accueille une usine de lavage des anciennes boues, installée en 1907 par les frères Georges et Léon Delambre, acquéreurs des immeubles de l'ancienne compagnie. En 1910, cette usine occupe 120 à 125 ouvriers. En 1912, Léon Delambre fonde une nouvelle société qui va adjoindre au lavage des minerais la production d'engrais chimiques, les superphosphates.
En 1928, on annonce, à grand renfort de publicité, la « résurrection » des mines de Pont-Péan et l’embauche imminente de plus de 500 ouvriers. Pour les loger, une vaste cité est construite en quelques mois sur la lande de Tellé. Les puits de la République et du Midi sont équipés de nouveaux chevalements. L'eau des galeries de la mine est pompée pendant un an. Mais en 1932, la faillite de la société conduit à un procès qui révèle une véritable escroquerie. La cité ouvrière n'accueillera pas de mineurs.
Les résidus de l'ancienne exploitation (schlamms et haldes) sont traités par flottation de 1937 à 1941, puis de 1951 jusqu'à l'épuisement des stocks en 1955.

## Production
Du XVIIIe siècle au XXe siècle, l’exploitation et le traitement des minerais de Pont-Péan auraient produit environ : 
- 270 000 tonnes de concentré de galène à environ 55 % de plomb ;
- 78 000 tonnes de concentré de blende à environ 35 à 40 % de zinc ;
- 37 000 tonnes de pyrite à 35 % de soufre ;
- 15 000 tonnes de mixte pyriteux[16].

La mine de Pont-Péan a donc fourni près de 200 000 tonnes de métal, dont les 9/10 en plomb. Les teneurs en argent allaient de moins de 200 g à la tonne de plomb à plus de 3 kg. La blende atteignait jusqu'à 3,5 kg d'argent à la tonne.

## Vestiges
Le bâtiment des bureaux, construit peu après 1890, est le principal vestige de la mine. Il a été inscrit monument historique par arrêté du 15 novembre 1985. Derrière les bureaux subsistent d'anciennes halles, des logements ouvriers, et le château de la Clôture, construit en 1865 pour loger les directeurs de la mine. D'autres vestiges sont encore visibles : des round-buddles (lavoirs circulaires permettant d'enrichir le minerai par gravimétrie), les puits des Députés, de la République et du Midi.
En 1908, le vestiaire des mineurs a été doté d'un clocher et converti en chapelle par l'abbé Julien Gosselin. En 1948, il est devenu l'église paroissiale Saint-Melaine (évêque de Rennes en 505). À proximité de l'église, d'anciens logements ouvriers rappellent les corons du nord de la France et ont été transformés en logements sociaux. Un autre bâtiment, converti lui aussi en habitation, porte encore l'enseigne « Hôtel de la Mine ».